# Kościół św. Andrzeja Apostoła w Krośnie Odrzańskim
Kościół pw. Świętego Andrzeja Apostoła w Krośnie Odrzańskim – kościół filialny należący do parafii św. Jadwigi Śląskiej w Krośnie Odrzańskim.

## Historia
Jest to świątynia wzniesiona w latach 1825-1827 na ruinach poprzedniej budowli z XIII wieku. Świątynia posiada trzy dzwony z XV i XVII wieku. 
Kościół posiada strzelistą wieżę. Jego prezbiterium stanowi ośmiokątna absyda, w której każda część jest zwieńczona wieżyczką.
Świątynia posiada organy 13-rejestrowe wykonane około 1900 roku przez firmę Wilhelma Sauera z Frankfurtu nad Odrą. Obecnie instrument znajduje się w złym stanie.